# Гвінея (регіон)

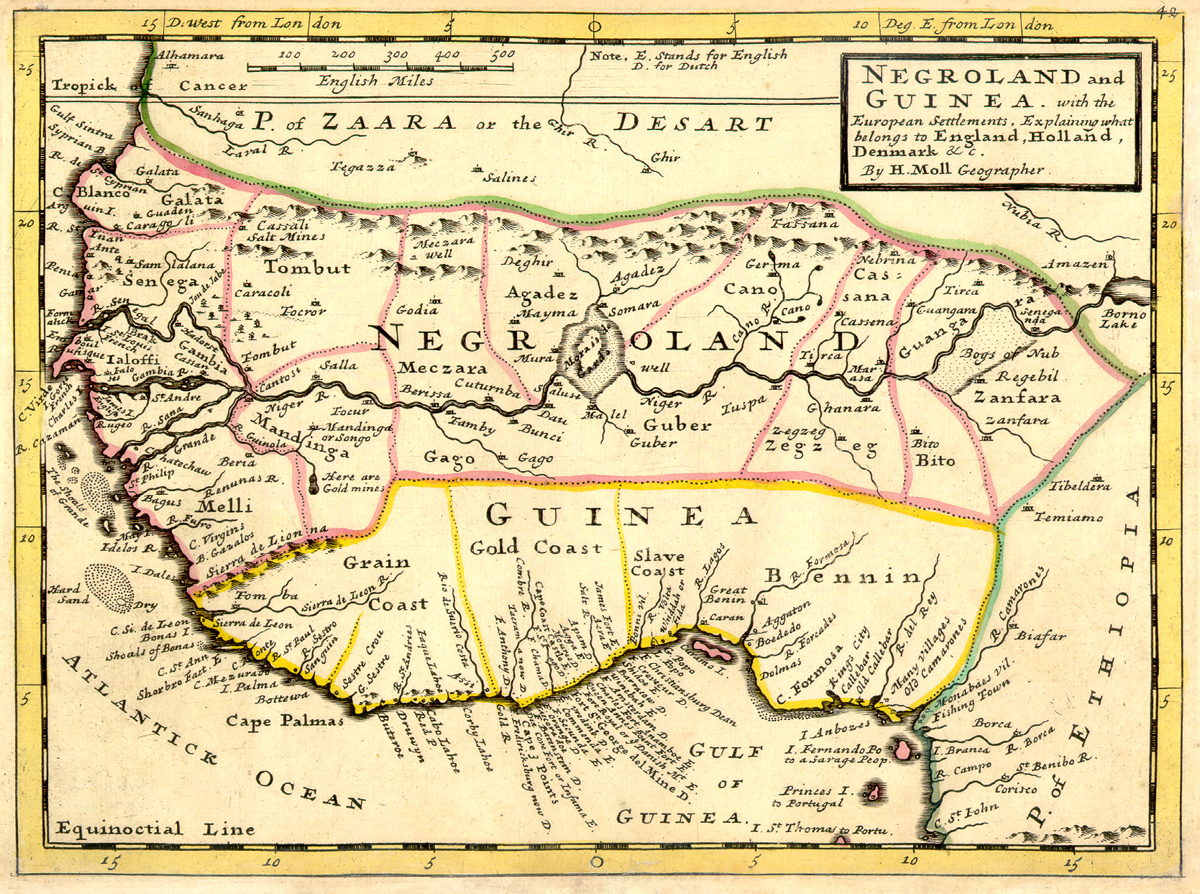
Гвінея, 1727

Гвінея (англ. Guinea) — природна область та історична назва частини західного узбережжя тропічної Африки, яка лежить на південь від Сахеля і омивається водами Гвінейської затоки. Мовою берберів «Гвінея» означає «країна чорношкірих». Виділяють Верхню (фр. Haute-Guinée) — від гирла річки Сенегал (або Зеленого Мису) до затоки Біафра (або затоки Бенін), та Нижню Гвінеї (фр. Basse-Guinée) — від затоки Біафра до гирла річки Кванза в Анголі. 

## Країни й території
- Бенін
- Гамбія
- Гана
- Гвінея
- Гвінея-Бісау
- Екваторіальна Гвінея
- Західний Камерун
- Кот-д'Івуар
- Ліберія
- Південна Нігерія
- Сенегал
- Сьєрра-Леоне
- Того